# Vilma hessen–kasseli hercegnő
Vilma hessen–kasseli hercegnő, férjezett Vilma porosz királyi hercegnő (németül: Prinzessin Wilhelmine von Hessen-Kassel, Prinzessin von Preußen; Kassel, 1726. február 25. – Berlin, 1808. október 8.) hessen–kasseli hercegnő, házassága révén porosz királyi hercegné.

## Élete
Vilma hessen–kasseli hercegnő 1726. február 25-én jött világra családja kasseli kastélyában Miksa hessen–kasseli herceg (1689–1753) és Friderika Sarolta hessen–darmstadti hercegnő (1698–1777) ötödik gyermekeként, egyben negyedik leányaként. Szülei a hesseni uralkodócsalád két, egymással vetélkedő ágából származtak, azonban házasságuk a felek megbékélését hivatott szimbolizálni. A családban nyolc gyermek között egyetlen fiú volt csupán. A zeneszerető Miksa herceg pazarló életmódot folytatott, leányai számára a jessbergi kastélyban „Prinzessingarten” néven parkot is létesített. Friderika Sarolta hercegnő hosszú hónapokat töltött férjétől távol, szülei otthonában, s családja részéről sok kritika érte szabados és költekező életmódja miatt. Maga Vilma hercegnő kellemes modorú volt, a kor egyik szépségeként írták le – 1789-es poroszországi látogatásakor Hedvig Erzsébet Sarolta holstein–gottorpi hercegnő így emlékezett az akkor már idős hercegnőről: „Magas és csinos hölgy volt gondosan őrzött alakkal, bár nagyon sovány, és még mindig látható, hogy feltűnően szép lehetett fiatalkorában. A szeme nagy és élettel teli, noha kissé kidülledő, és a tekintete nyughatatlan. Igen szellemes, de kora következtében néha előfordul, hogy egyszerre több témáról is beszél. A modora fejedelmi, tökéletesen mutat, és ráadásul nagyon udvarias és leírhatatlanul kedves volt hozzám.”
1751-ben a hercegkisasszonyt bemutatták az akkori porosz uralkodó öccsének, Henrik porosz királyi hercegnek (1726–1802). A herceg a hétéves háborúban megalapozta katonai hírnevét és népszerűségét, azonban menekülni szeretett volna bátyja hatalma elől, és az egyetlen kiutat a házasságban látta: „Jó házasságot fogok kötni, és úgy fogok élni, ahogy azt az Öreg megkívánja.” II. Frigyes porosz király Vilma hesseni hercegnőt szemelte ki öccse jövendőbelijének. A menyegzőt 1752. június 25-én, Charlottenburg kastélyában tartották. Vilma hercegnő hamar egyike lett a porosz udvar legnépszerűbb hölgyeinek, azonban saját férjét nem sikerült elbájolnia – Henrik herceg így vélekedett róla: „Zavar és untat engem, már előre ásításra késztet”. A házasságból nem született gyermek, több történész szerint azért, mert Henrik herceg homoszexuális volt.
A házaspár a fővárosban az Unter den Lindenen birtokolt palotát, melyet külön Henrik herceg számára építettek. A pár valódi otthona azonban Rheinsberg kastélya lett, melyet a herceg legidősebb bátyjától kapott ajándékba 1744-ben, de mint állandó lakhelyet csak 1753-tól kezdték használni. Távollétében a herceg engedélyével és kérésére fivérei díszes ünnepségeket és bálokat szerveztek a kastélyban, hogy a hercegné ne unatkozzék. 1760-tól a hercegné visszaköltözött a fővárosba, hogy az ottani rezidenciában töltse legtöbb idejét, míg férje továbbra is Rheinsbergben maradt. 
1766-ban a gyermektelen házaspár teljesen különvált, ennek kiváltó oka (vagy ürügye) a hercegné egy állítólagos házasságtörő viszonya lett volna. A szakítás valódi oka Henrik herceg erősödő érdeklődése volt kíséretének férfi tagjai iránt. Vilma hercegné továbbra is a berlini Unter den Lindenen álló hercegi palotában lakott.
1806-ban a napóleoni háborúk folyamán az akkor már nyolcvanéves Vilma hercegné egyike volt a porosz királyi család azon kevés tagjának, aki nem menekült el a francia seregek elől, hanem ott maradt a fővárosban.
Vilma hessen–kasseli hercegnő és porosz királyi hercegné 1808. október 8-án hunyt el nyolcvankét éves korában. Halála után egy évvel, 1809-ben a hercegné egykori lakhelyét, az Unter den Lindenen álló hercegi palotát III. Frigyes Vilmos porosz király az akkor megalapított Berlini Egyetemnek (Alma Mater Berolinensis) adományozta. Az egyetem nevét 1828-ban Frigyes Vilmos Egyetemre (Friedrich-Wilhelms-Universität), 1949-ben Humboldt Egyetemre változtatták. A berlini egyetem központja ma is az egykori hercegi palotában működik.

## Fordítás
- Ez a szócikk részben vagy egészben  a   Wilhelmine von Hessen-Kassel című német Wikipédia-szócikk ezen változatának fordításán alapul.  Az eredeti cikk szerkesztőit annak laptörténete sorolja fel. Ez a jelzés csupán a megfogalmazás eredetét és a szerzői jogokat jelzi, nem szolgál a cikkben szereplő információk forrásmegjelöléseként.
- Ez a szócikk részben vagy egészben  a   Princess Wilhelmina of Hesse-Kassel című angol Wikipédia-szócikk ezen változatának fordításán alapul.  Az eredeti cikk szerkesztőit annak laptörténete sorolja fel. Ez a jelzés csupán a megfogalmazás eredetét és a szerzői jogokat jelzi, nem szolgál a cikkben szereplő információk forrásmegjelöléseként.